# ماكس دين (رياضياتي)
ماكس فيلهلم دين (بالألمانية: Max Wilhelm Dehn) هو عالم رياضيات أمريكي ألماني المولد.

## وصلات خارجية
- ماكس دين على موقع الموسوعة البريطانية (الإنجليزية)